# تيموثي تشايلدز
تيموثي تشايلدز هو محامي وقاضي وسياسي أمريكي، ولد في 1785 في بيتسفيلد في الولايات المتحدة، وتوفي في 8 نوفمبر 1847 في بحر. نشط حزبياً في مناهضة الماسونية. وقد انتخب عضو جمعية ولاية نيويورك ‏ وانتخب عضو مجلس النواب الأمريكي ‏.